# Monte Tormenta
El monte Tormenta (en inglés: Storm Mountain) es una elevación de 521 m s. n. m. ubicada en las Alturas San Francisco de Paula cerca de la bahía Stevelly de puerto Norte, en el extremo noroeste de la isla Gran Malvina. 
Debido a su ubicación en la estrecha península Gómez Roca que se adentra en el océano Atlántico Sur, entre la bahía San Francisco de Paula y la bahía 9 de Julio, este monte de las islas Malvinas está muy expuesto, y de ahí toma su nombre.